# Zatrephes rufescens
Zatrephes rufescens là một loài bướm đêm thuộc phân họ Arctiinae, họ Erebidae.